# Đảo Phan Vinh
Đảo Phan Vinh (tiếng Anh: Pearson Reef; tiếng Filipino: Hizon; tiếng Trung: 毕生礁; bính âm: Bìshēng jiāo, Hán-Việt: Tất Sinh tiêu) là phần nổi trên vành san hô của rạn san hô vòng Pearson (8°57′20″B 113°40′26″Đ / 8,95556°B 113,67389°Đ). Thực thể này thuộc cụm Trường Sa của quần đảo Trường Sa và nằm cách đá Tốc Tan khoảng 14,5 hải lý (27 km) về phía tây bắc.
Đảo Phan Vinh là đối tượng tranh chấp giữa Việt Nam, Đài Loan, Philippines và Trung Quốc. Hiện tại Việt Nam đang kiểm soát đảo này như một phần của thị trấn Trường Sa, huyện Trường Sa, tỉnh Khánh Hòa.

## Đặc điểm

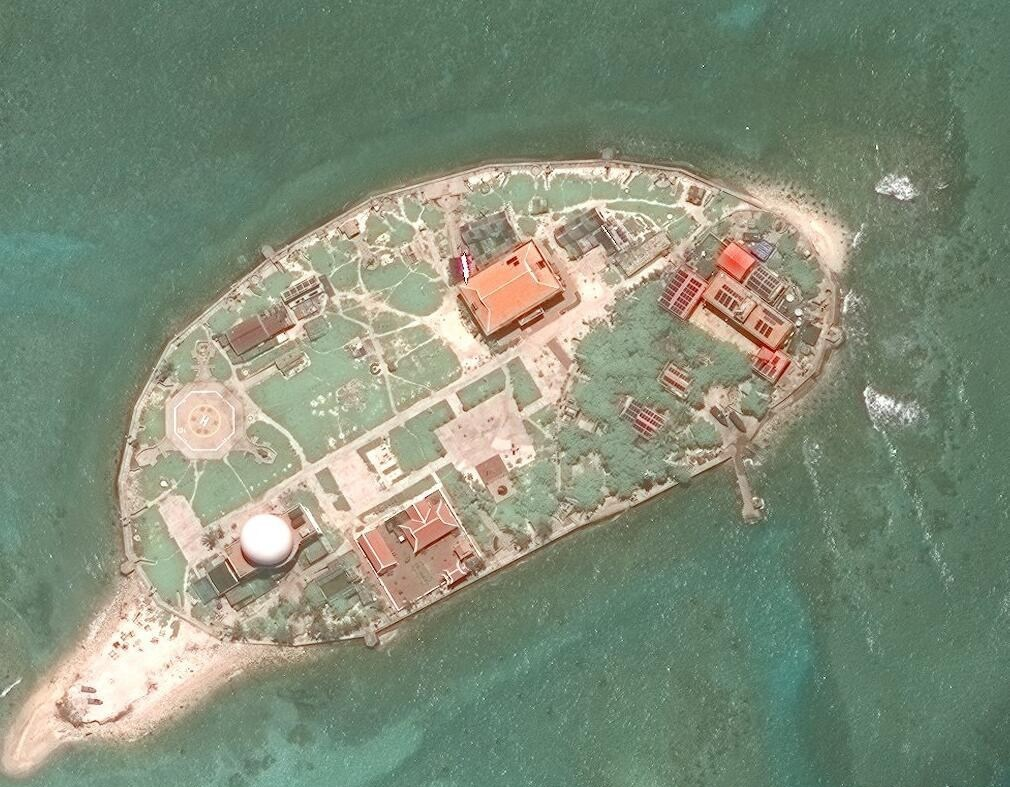
Ảnh vệ tinh chụp đảo Phan Vinh A vào năm 2020, trước khi được mở rộng.

Về mặt địa lý thì Đảo Phan Vinh là hai phần đất nổi gồm được đặt tên là Phan Vinh A và Phan Vinh B nằm trên rạn san hô vòng Pearson. Rạn san hô này có hình vành khuyên nằm theo trục đông bắc-tây nam dài khoảng 9 km và rộng khoảng 1.8 km và ở giữa có một vụng biển kín sâu từ 3 đến 6 m. Tổng diện tích rạn san hô này là 14.75 km2 trong đó thềm san hô rộng 9.63 km2 và vụng biển là 2.72 km2.
- Đảo Phan Vinh A nằm ở phần đông bắc của vành san hô, có tọa độ 8°58′31″B 113°42′31″Đ / 8,97528°B 113,70861°Đ. Tính đến năm 2020, đảo có diện tích đất nổi vào khoảng 2,4 hectare, có chiều dài 290 m, chiều rộng 140 m. Từ tháng 10 năm 2021, Việt Nam bắt đầu nạo vét và mở rộng bồi đắp tại 3 thực thể: Đảo Phan Vinh, Đảo Nam Yết và Đảo Sơn Ca.[4] Theo ảnh chụp của vệ tinh Sentinel-2 (ESA) thì tính đến cuối năm 2024, Phan Vinh A được mở rộng với diện tích khoảng 0.61 km2, dài 1.75 km rộng khoảng 600m, với một âu tàu rộng khoảng 24 ha ở giữa đảo.
- Đảo Phan Vinh B nằm ở phần phía tây nam của vành san hô, cách Phan Vinh A khoảng 3,9 km, có tọa độ 8°57′33″B 113°39′12″Đ / 8,95917°B 113,65333°Đ. Ban đầu đây là một tổ hợp kiến trúc bằng bê tông, với 3 nhà lâu bền (xây dựng từ nhiều năm trước) được liên kết với nhau bằng đường bê tông với một sân máy bay trực thăng ở chính giữa.[5] Từ tháng 10 năm 2023, Việt Nam bắt đầu tiến hành bồi đắp điểm Phan Vinh B, đưa này thành một đảo nhân tạo hiện có diện tích khoảng 0.56 km2, chiều dài khoảng 2,5 km, và có khả năng xây dựng một đường băng ở đây[6].

## Môi trường và Cơ sở hạ tầng

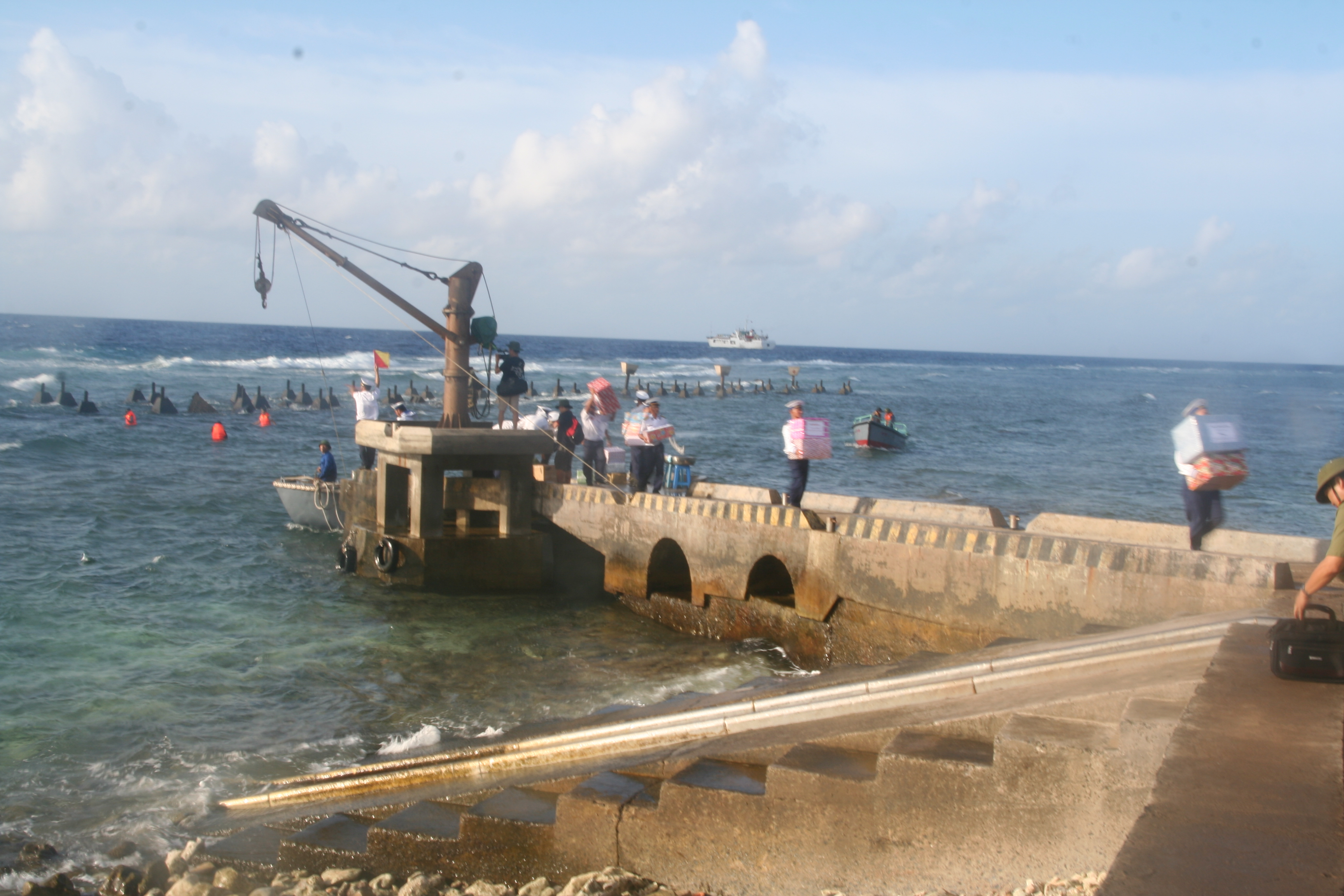
Cầu tàu đảo Phan Vinh

Đảo không có nguồn nước ngọt nhưng có trồng một số cây xanh như bàng vuông, phi lao, muống biển, tra, đa, v.v..
Trên đảo Phan Vinh A có cách công trình dân sinh như hệ thống điện gió và điện mặt trời,  nhà văn hóa, trạm xá, v.v... 
Có một cơ sở tôn giáo trên đảo là chùa Vinh Phúc.
Việt Nam đã xây dựng Trạm radar 44 (T44) ở đảo Phan Vinh A, có thể quan sát trong bán kính 300km của toàn bộ vùng trời quần đảo Trường Sa trên Biển Đông.
Hải đăng Phan Vinh nằm ở phía đông bắc đảo Phan Vinh A, có diện tích khoảng 300 m2.

## Lịch sử
Rạn san hô Pearson được ghi nhận là quan sát đầu tiên bởi Pearson, chỉ huy tàu Bahamian vào năm 1843.
Trước năm 1978, đảo Phan Vinh được Việt Nam đặt tên là Hòn Sập. Đầu năm 1978, tình hình ở khu vực quần đảo Trường Sa diễn biến phức tạp, Philippines đưa quân chiếm đóng bãi An Nhơn (tên cũ là cồn san hô Lan Can), một số nước đưa nhiều tàu thuyền đến khu vực quần đảo Trường Sa. Quân chủng Hải quân Việt Nam quyết định phải nhanh chóng tổ chức lực lượng đóng giữ các đảo Trường Sa Đông, Sinh Tồn Đông, Hòn Sập, An Bang..
Ngày 30/3/1978, một phân đội gồm 31 người của Trung đoàn 146, Vùng 4 Hải quân do Thiếu úy Vũ Xuân Hà chỉ huy, có Trung đoàn trưởng Cao Ánh Đăng đi cùng trên tàu 680 thuộc Đoàn 128 đã ra đóng giữ đảo Hòn Sập (tức đảo Phan Vinh). 
Tên của đảo xuất phát từ tên của Anh hùng lực lượng vũ trang nhân dân, Trung úy Nguyễn Phan Vinh (1933–1968, quê ở Điện Bàn, Quảng Nam), vốn là thuyền trưởng của nhiều con tàu không số trong Chiến tranh Việt Nam.